# Jan Steinmann
Jan David Steinmann, född 31 december 1942, är en svensk TV-chef och affärsman.
Steinmann började 1975 arbeta för sportagenten Mark McCormacks bolag Transworld International.
I mitten av 1980-talet planerade Jan Stenbeck en ny kommersiell TV-kanal. Efter kontakt med Transworld rekryterade Stenbeck Steinmann för att bygga upp företaget Scansat och den nya kanalen. TV3 lanserades den 31 december 1987 med Steinmann som kanalens första vd. Under tiden som TV3-chef anställde han flera som senare skulle få framträdande positioner i svensk TV, bland andra Annie Wegelius, Patrick Svensk och Manfred Aronsson.
Under 1993 blev Lars Abrahamsson ny vd för TV3 medan Steinmann blev ordförande för TV3 samt vd för "TV International", ett annat mediebolag inom Kinneviksfären. Steinmann valde dock att lämna Kinnevik helt senare.
Under 1994/1995 rekryterades Steinmann av konkurrenten Scandinavian Broadcasting System som ägde Femman i Sverige och TVNorge. För Femman rekryterades snart TV3-kollegorna Patrick Svensk som VD och Mats Örbrink som programdirektör och den 1 februari 1996 byter kanalen namn till Kanal 5. Inom TVNorge genomfördes för tiden kontroversiella förändringar som försäljning av kanalens produktionsverksamhet.
Steinmann har också varit styrelseordförande i produktionsbolaget Jarowskij, telekomoperatören Carrot och från december 1999 investmentbolaget SkyVentures.
År 2005 återkom han till MTG för att verka där i en rådgivande roll.